# Rivière du Moulin à Baude
La rivière du Moulin à Baude coule vers le sud, sur la rive nord du fleuve Saint-Laurent, dans les municipalités de Sacré-Cœur et Tadoussac, dans la municipalité régionale de comté (MRC) de La Haute-Côte-Nord dans la région administrative de la Côte-Nord, au Québec, au Canada. Elle se jette dans l'estuaire du Saint-Laurent au Nord-est de Tadoussac.
La partie inférieure du bassin versant de la rivière du Moulin à Baude est desservi notamment par la route 138 qui la traverse à 0,4 km au nord de l'embouchure de la rivière Lapointe (rivière du Moulin à Baude). Le chemin du Moulin-à-Baude dessert la rive ouest de la partie inférieure, entre la route 138 et la baie du Moulin à Baude. Finalement, la route 172 dessert la rive sud-ouest de la rivière entre la route 138 et le village de Sacré-Coeur (Québec),.
La surface de la rivière du Moulin à Baude est habituellement gelée de la fin novembre au début avril, toutefois la circulation sécuritaire sur la glace se fait généralement de la mi-décembre à la fin mars.

## Géographie
La rivière du Moulin à Baude prend sa source au sud du village de Sacré-Coeur (Québec) à l'embouchure du lac Agapit (longueur : 0,4 km ; altitude : 222 m). Cette source est située à 4,4 km au nord-ouest du centre du village de Tadoussac et à 6,5 km au sud-est du centre du village de Sacré-Coeur (Québec). Ce cours d'eau constitue la
première rivière à l'est de Tadoussac.
À partir du lac Agapit, la rivière du Moulin à Baude forme un grand J inversé en zone agricole et forestière dans une vallée enclavée dans les montagnes. Elle coule à priori vers le nord, le nord-est, puis le sud-est, sur 24,5 km selon les segments suivants :
- 7,0 km vers le nord-Ouest, jusqu'au pont routier et la rue Principale sud qui devient le chemin du rang Saint-Georges ;
- 2,6 km vers le nord-est en passant au sud-est du village de Sacré-Coeur (Québec), jusqu'à un ruisseau (venant du nord-ouest), correspondant à un coude de rivière ;
- 3,6 km vers le sud-est jusqu'à la limite de la municipalité de Tadoussac ;
- 6,2 km vers le sud-est dans la municipalité de Tadoussac en recueillant la décharge (venant du sud-ouest) du lac à Raymond et en longeant plus ou moins le tracé de la route 172, jusqu'au pont de la route 138 ;
- 0,4 km vers le sud-est jusqu'à l'embouchure de la rivière Lapointe (rivière du Moulin à Baude) (venant de l'ouest) ;
- 4,7 vers le sud-est en passant à l'est de la Montagne à Lazare (sommet : 259 m) et en traversant un barrage presque en fin de segment, puis en traversant un dénivelé de 54 m jusqu'à son embouchure[1].

L'embouchure de la rivière du Moulin à Baude se déverse dans la baie du Moulin à Baude en traversant un grès jusqu'à 0,5 km vers le sud-est à marée basse. Cette embouchure est située à 11,0 km au sud-ouest de l'embouchure de la rivière des Grandes Bergeronnes, à 4,2 au nord-est du centre de l'embouchure de la rivière Saguenay et à 4,1 km à l'est du  centre du village Tadoussac. Le Parc marin du Saguenay–Saint-Laurent couvre l'embouchure de cette rivière.

## Toponymie
Le terme Baude constitue un patronyme de famille d'origine française. Selon la Commission de toponymie du Québec, le toponyme rivière du Moulin à Baude évoquerait une personne du XVIe siècle, possiblement un Rochelais, qui aurait utilisé la cascade de 170 pieds pour actionner un petit moulin à farine. Champlain écrit tour à tour « Bode, Baude, Baudé ».
Le toponyme rivière du Moulin à Baude a été officialisé le 5 décembre 1968 à la Banque des noms de lieux de la Commission de toponymie du Québec, soit à la création de cette commission.